# بيغجة خاتون
بيغجة خاتون هي قرية في مقاطعة شبستر، إيران. يقدر عدد سكانها بـ 635 نسمة بحسب إحصاء 2016.